# Rudi Glöckner
Rudi Glöckner (20. marts 1929 – 25. januar 1999) var en fodbolddommer fra Østtyskland. Han startede med at dømme internationale kampe under det internationale fodboldforbund FIFA i 1961.
Han er mest kendt for at have dømt finalen ved VM 1970 mellem Brasilien og Italien. Inden han blev udpeget til at dømme VM finalen havde han kun dømt enkelte internationale kampe, men valget faldt på Glöckner, da italienerne ikke ville godkende en sydamerikansk dommer, og brasilianerne ikke ville godkende en europæisk. Kompromiset faldt således på Glöckner fra Østtyskland.
VM finalen skulle vise sig at blive starten på en lang karriere, hvor han deltog ved flere af de store slutrunder, og dømte flere store finaler i internationale turneringer.

## Karriere

### VM 1970
- Uruguay  –  Italien 0-0 (gruppespil).
- Brasilien  –  Italien 4-1 (finale).

### EM 1972
- Ungarn  –  Sovjetunionen 0-1 (semifinale.

### VM 1974
- Polen  –  Jugoslavien 2-1 (2. runde).

### EM 1976
- Wales  –  Jugoslavien 1-1 (kvartfinale).